# Sidi Abdelmoumen
Sidi Abdelmoumen là một đô thị thuộc tỉnh Mascara, Algérie. Dân số thời điểm năm 2002 là 13.306 người.